# الاستخبارات الجوية (إسرائيل)
مجموعة الاستخبارات الجوية الإسرائيلية ((بالعبرية: להק מודיעין‏) أو لامدان) هي وحدة تابعة لسلاح الجو في الجيش الإسرائيلي.
تعمل وحدة لامدان على صياغة صورة المخابرات الجوية، وتشارك في صياغة وجهة نظر المخابرات ككل كجزء من مجتمع الاستخبارات الإسرائيلي، كما تدير العديد من وحدات البحث والتجميع، وكذلك وحدة المساعدة الفنية (وحدة التصوير الجوي سابقًا) التي تحلل التصوير الجوي، ووحدة التكبير التي تدرس شراء الطائرات الجديدة. تعمل الوحدة أيضًا إلى جانب فرع أمان للبصريات ووحدة الاستخبارات البصرية التابعة لقسم الاستخبارات البحرية. يرأس لامدان حاليًا العميد يعقوب شهراباني.